# Du blev træl
Du blev træl er en roman af Jakob Bech Nygaard og efterfølgeren til romanen Guds blinde øje.
I slutningen af Guds blinde øje blev Anne gravid med Ditlev Hammer, en ven af huset hun tjente i. I Du blev træl er de blevet gift, og Hammer har fået en plads som lærer på en skole i Jylland.
Romanen beretter om, hvordan Hammer tyranniserer Anne, indtil hun efter mange år beslutter at forlade ham.
| Bog | Spire Denne artikel om bøger og tidsskrifter er en spire som bør udbygges. Du er velkommen til at hjælpe Wikipedia ved at udvide den. |